# 4Backwoods
4Backwoods war eine deutsche Rockband.

## Geschichte
Gegründet wurde sie 1993 in Eitorf an der Sieg. Sie bestand in ihrer Erstbesetzung aus Thorsten Gerhards, Sascha Olbertz, André Kolf und Wolfgang Nüchel. Die Zahl vier steht für die Anzahl der Bandmitglieder und das Backwoods als wörtliche Übertragung des Wortes „Hinterwäldler“ für ihre Herkunft aus der Nordrhein-Westfälischen Provinz. Die Band hatte zunächst ihre Auftritte im Umkreis von Bonn.
Als Gewinner des Musikwettbewerbs „Hörkraft“ wurde die Band von ihrer Heimatgemeinde 1994 auf eine Tournee nach England geschickt.
1996 wurde Thorsten Gerhards durch den Sänger Daniel Wagner ersetzt, 1998 der Schlagzeuger Wolfgang Nüchel durch Christoph Becker.
Ab 1999 hatte die Band Auftritte auf dem Rheinkultur-Festival in Bonn, dem Kölner Ringfest und im österreichischen Faak am See. Zwischen 2001 und 2003 spielte sie Konzerte in Deutschland, Österreich und Luxemburg u. a. im Vorprogramm von Bands wie HIM, The Cardigans, Therapy?, Reamonn, Farin Urlaub, Die Happy, 4Lyn, Such a Surge, Liquido, Donots, Blackmail und Glow.
Im Jahr 2002 verließ Gitarrist Sascha Olbertz die Band und wurde 2003 durch Florian Deutzmann ersetzt. Im gleichen Jahr nahm die Band ihr Debüt-Album The Dream I Live in auf und erhielt einen Plattenvertrag bei dem Independent-Label Eat The Beat Records. In den folgenden Jahren spielte die Band Konzerte auf diversen Festivals und in Musikclubs sowie im Vorprogramm von Bands wie Motörhead, System of a Down und den Beatsteaks.
Ende 2006 verließ Gitarrist Florian Deutzmann die Band und wurde durch Stephan Breidenich ersetzt.
2011 traten die 4Backwoods im Liveclub „Mauerwerk“ innerhalb der Daily Soap Gute Zeiten, schlechte Zeiten auf. Sie erreichen daraufhin in den Downloadcharts bei Amazon Platz 1 und landeten auch bei anderen Plattformen wie Saturn, Musicload und iTunes in den Top 10. 2011 wurde der Gitarrist Stephan Breidenich durch Mario Kleine ersetzt. 2012 löste sich die Band auf.
Bei dem Projekt Rockin’ 1000 wirkte Christoph Becker als Schlagzeuger am 7. Juli 2019 in der Commerzbank-Arena als einer von 1002 Musikern mit und war damit am Weltrekord als „Größte Rockband der Welt“ beteiligt.

## Diskografie
Alben
- 1994: Back from the Woods
- 1999: Going Nuts
- 2001: These Little Things
- 2004: The Dream I Live In
- 2010: Be Different or Die

Singles
- 2004: The Dream I Live In
- 2010: (I Just) Died in Your Arms Tonight
- 2010: Supernova Day
- 2010: Butterfly